# Kylie Gerlic
Kylie Gerlic (* 6. März 1975 in Townsville, Queensland) ist eine ehemalige australische Beachvolleyballspielerin.

## Karriere
2001 trat Gerlic mit Angela Clarke an. Bei der WM in Klagenfurt setzten sich die Australierinnen als Gruppenzweite in der ersten KO-Runde gegen die deutschen Pohl/Rau durch, bevor sie im Achtelfinale den späteren Turniersiegerinnen Adriana Behar/Shelda aus Brasilien unterlagen. Außerdem kamen sie bei den Goodwill Games in Brisbane auf Platz 13.
2002 und 2003 war Summer Lochowicz ihre Partnerin. Seit September 2003 spielte Gerlic erneut an der Seite von Angela Clarke. Bei der WM in Rio de Janeiro scheiterte das wiedervereinte Duo als Gruppenzweiter in der ersten Hauptrunde an den bulgarischen Jantschulowa-Schwestern. 2004 verpassten sie einen Platz bei den Olympischen Spielen in Athen, da Lochowicz und Pottharst im letzten Qualifikationswettbewerb auf Mallorca Vierte wurden und sich damit einen Vorsprung von 20 Punkten (1.284-1.264) erarbeiteten. Gerlic und Clarke belegten im letzten Wettbewerb den fünften Platz. 2005 gewannen sie ihr Auftaktspiel der WM in Berlin gegen die Deutschen Claasen/Röder, bevor sie in drei Sätzen gegen die Niederländerinnen Mooren/Kadijk verloren und nach einem weiteren Sieg in der Verliererrunde schließlich gegen Adriana Behar/Shelda ausschieden.
2006 war Stacey Kloeden ihre feste Partnerin.